# Cornelis Johannes De Vogel
Cornelis Johannes De Vogel, né le 29 décembre 1824 à Dordrecht et qui y meurt le 9 mai 1879, est un peintre animalier et paysagiste néerlandais.

## Biographie
Il se forme auprès de Frederik Verheggen, peintre de scènes animalières et de vues urbaines de Dordrecht. Au terme de sa formation, il devient collaborateur des peintres Frans Lebret et François Carlebur. Il réside probablement pendant un temps à Bruxelles afin de travailler avec Eugène Verboeckhoven car plusieurs tableaux sont co-signés.
Il fait régulièrement illustrer ses paysages par d'autres peintres comme Hendrick Albert van Trigt et Leendert de Koningh (en). La plupart de ses tableaux représentent des paysages forestiers avec un sentier et un petit pont des environs de Ruurlo et de Vorden.
Les tableaux de Cornelis johannes De Vogel se trouvent dans plusieurs musées : le Rijksmuseum Amsterdam, le Musée de Dordrecht et le musée de Middelburg.